# Askja
De Askja is een actieve vulkaan in het Ódáðahraun, een afgelegen deel van de centrale hoogvlakte van IJsland in het Nationaal park Vatnajökull. (locatie: 65.03° NB, 16.75° WL). Askja betekent botervloot en verwijst naar een complex van meerdere caldera’s die in vroeger tijden door een reeks van intense vulkanische activiteit is gevormd. Het wordt door de Dyngjufjöll bergen omgeven en de hoogste berg daarvan, de Þorvaldstindur, ligt op 1510 meter boven zeeniveau. Het gebied is slechts een aantal maanden per jaar in de zomer te bereiken en ligt ten noordoosten van de Vatnajökull gletsjer. Er valt ongeveer 450 mm neerslag per jaar. Het gebied werd gebruikt voor de training van astronauten die in het kader van het Apollo project naar de maan zouden reizen.
Askja was niet erg bekend, tot op 29 maart 1875 een gewelddadige eruptie begon. Ongeveer 20 miljard kubieke meter aan materiaal werd binnen een paar uur gelanceerd, en de asregen vergiftigde met name het land in het oostelijke fjordengebied van IJsland en doodde een groot gedeelte van het vee. Na deze uitbarsting besloten vele IJslanders te emigreren, met name naar Canada. De laatste eruptie van de Askja was in 1961. In augustus 2007 was er nog een officiële waarschuwing voor mogelijke vulkanische activiteit (gebaseerd op enkele aardbevingen). Enkele dagen later werd de waarschuwing terug ingetrokken. Sinds augustus 2021 is bekend dat de bodem rondom de vulkaan aan het stijgen is, wat op een aanstaande uitbarsting kan duiden. Er is officieel een ''onzekerheidsfase'' aangewezen.
De buitenste grote caldera van Askja dateert uit zeer vroeger tijden en is ongeveer 45 km² groot. Degene die ontstaan is bij de uitbarsting van 1875 is nu gevuld met ijskoud water, en het ontstane Öskjuvatn (meer van Askja) heeft een oppervlakte van 12 km². Het is met zijn diepte van 220 meter het diepste meer van IJsland. Vlak naast Öskjuvatn ligt een kleine explosiekrater die ook met water is gevuld, Víti (hel; niet te verwarren met de Víti bij de Krafla). De doorsnede van Víti is ongeveer 150 meter en de hoogte vanaf de rand tot het wateroppervlak is 60 meter. Het meertje zelf is 80 meter diep. Het water bevat veel opgeloste mineralen, heeft daardoor een opaal blauw/groen aanzien en wordt door geothermie tot een aangename temperatuur verwarmd zodat je er in kunt zwemmen. Het water is echter giftig om te drinken.
In 1907 bezochten de Duitse geologen Walter von Knebel en Max Rudloff de Askja om de caldera te onderzoeken. Toen zij in een bootje op het Öskjuvatn voeren verdwenen zij zonder een spoor achter te laten. Ook de boot was verdwenen. De verloofde van Von Knebel, Ina von Grumbkow, leidde een expeditie om hen (tegen beter weten in) te zoeken en om de oorzaak van hun verdwijning te onderzoeken. Ook zij kwam niet achter de oorzaak. De Nederlandse schrijver/antropoloog Gerrit Jan Zwier heeft in zijn roman De knoop van IJsland haar relaas beschreven.
In de Dyngjufjöll bergen die de Askja omringen ligt de indrukwekkende Drekagil,
ofwel drakenkloof. Niet ver van de Askja liggen twee geologische interessante objecten: de tafelberg Herðubreið en de warme gletsjergrotten van Kverkfjöll.
Hoewel het afgelegen ligt, is Askja een populair toeristisch gebied. Er zijn twee berghutten en een kampeerplaats bij de Drekagil. Deze zijn het snelst te bereiken als men er eerst vanuit noordelijke richting ongeveer 100 kilometer over een matig tot slechte weg naartoe rijdt. Een puinweg van acht kilometer leidt naar de Askja-caldera, en van daar is het een half uur lopen naar Öskjuvatn en Víti. De wegen zijn 's zomers gewoonlijk slechts twee of drie maanden geopend.